# Carrer Major de Montargull
El Carrer Major de Montargull és un carrer al poble de Montargull, al municipi d'Artesa de Segre (Noguera) inclòs a l'Inventari del Patrimoni Arquitectònic de Catalunya.

## Descripció
Es tracta d'un carrer a dalt del turó on es troba el nucli antic del poble medieval. És de forma irregular adaptat a la topografia, amb sortida en forma de L per unes voltes cap a l'església antiga de la vall. Destaca entre els seus casals un portal amb grans dovelles de pedra, en arc de mig punt, d'època medieval. En el paviment s'hi troben restes de lloses de pedra i pedres de rieres o còdols.